# 尿刊酸
尿刊酸 （英語：Urocanic acid）是L-组氨酸分解代谢的中间体。

## 代谢
尿刊酸是由L-组氨酸通过组氨酸解氨酶（或称为组氨酸氨裂解酶或组氨酸酶）脱氨而来。
在肝脏中，尿刊酸由尿刊酸水合酶转化为咪唑-4-酮-5-丙酸，并最终转化为谷氨酸。

## 历史
尿刊酸最初由化学家M. Jaffé在1874年从狗尿中获得因此得名Urocanic(拉丁語： =尿canis = 狗)。